# 最勝寺 (足利市)
最勝寺（さいしょうじ）は、栃木県足利市にある真言宗豊山派の寺院。

## 歴史
745年（天平17年）、行基によって開山された。行基が毘沙門天を祀る地を探していたところ、霊夢で教えてくれたところが当地である。奈良の信貴山、京都の鞍馬山とならぶ「日本三大毘沙門天」の一つである。かつては12の塔頭を擁していたという。
2021年2月に起きた山火事（令和3年足利市山林火災）で本尊の毘沙門天像、吉祥天女像、善膩師童子（ぜんにしどうじ）像の三尊像が破損などしたが、美術院国宝修理所によって修復され、2025年3月27日にお披露目された。毘沙門天像の内部空洞に「金光明最勝王経」を独自に再現した巻物を納めた。
毎年大晦日に「悪口まつり」、翌日の元日に「滝流しの式」が行われる。

## 文化財
- 大岩山石造層塔（栃木県指定有形文化財 昭和48年4月13日指定）[5]
- 木造金剛力士立像（足利市指定文化財 昭和37年4月1日指定）[6]
- 大岩毘沙門天本堂（足利市指定文化財 昭和59年11月19日指定）[7]
- 大岩毘沙門天山門（足利市指定文化財 昭和59年11月19日指定）[8]
- 大岩毘沙門天本堂の絵馬及び奉納額（足利市指定文化財 昭和59年11月19日指定）[9]
- 毘沙門天のスギ（足利市指定天然記念物 昭和40年3月1日指定）[10]
- 最勝寺暖地性植物自生地（足利市指定天然記念物 昭和53年6月21日指定）[11]

## 交通アクセス
- 足利ICより車15分（本坊）。